# Cemitério Judaico de Neuenbürg
O Cemitério Judaico de Neuenbürg (em alemão:  Jüdische Friedhof Neuenbürg) é um cemitério judaico em Neuenbürg, Kraichtal, distrito de Karlsruhe, Alemanha.
Após o fim da Segunda Guerra Mundial, em 1945, presos do Campo de Concentração de Vaihingen contaminados com febre tifoide foram instalados em Neuenbürg, a fim de serem curados. Estes eram na maioria judeus da Polônia. Sete destes lá morreram e foram sepultados ao lado do cemitério da comunidade. O cemitério judaico tem uma área de 0,30 ares, com sete sepulturas.